# Copa Mundial de Hockey Femenino de 2002
La X Copa Mundial de Hockey Femenino se celebró en Perth (Australia) entre el 24 de noviembre y el 8 de diciembre de 2002 bajo la organización de la Federación Internacional de Hockey (FIH) y la Federación Australiana de Hockey.
Los partidos se realizaron en el Estadio de Hockey de la ciudad australiana. Compitieron en el campeonato 16 selecciones nacionales afiliadas a la FIH por el título mundial, cuyo anterior portador era el equipo de Australia, ganador del Mundial de 1998.
El equipo de Argentina conquistó su primer título mundial al vencer en la final al equipo de los Países Bajos con un marcador de 1-1 (4-3). El conjunto de China ganó la medalla de bronce en el partido por el tercer puesto contra el equipo de Australia.

## Grupos
| Grupo A       | Grupo B        |
| ------------- | -------------- |
| Argentina     | Países Bajos   |
| China         | Australia      |
| Corea del Sur | Inglaterra     |
| Alemania      | España         |
| Nueva Zelanda | Japón          |
| Ucrania       | Estados Unidos |
| Escocia       | Sudáfrica      |
| Rusia         | Irlanda        |

## Primera fase
- Todos los partidos en la hora local de Perth (UTC+8).

Los primeros dos de cada grupo disputaron las semifinales. El resto disputaron los correspondientes partidos de clasificación final.

### Grupo A
| Equipo        | J | G | E | P | GF | GC | DG  | PTS |
| ------------- | - | - | - | - | -- | -- | --- | --- |
| Argentina     | 7 | 7 | 0 | 0 | 17 | 2  | +15 | 21  |
| China         | 7 | 5 | 1 | 1 | 14 | 5  | +9  | 16  |
| Corea del Sur | 7 | 4 | 2 | 1 | 18 | 5  | +13 | 14  |
| Alemania      | 7 | 4 | 0 | 3 | 17 | 10 | +7  | 12  |
| Nueva Zelanda | 7 | 2 | 1 | 4 | 7  | 10 | -3  | 7   |
| Ucrania       | 7 | 1 | 2 | 4 | 9  | 21 | -12 | 5   |
| Escocia       | 7 | 1 | 1 | 5 | 6  | 20 | -14 | 4   |
| Rusia         | 7 | 0 | 1 | 6 | 6  | 21 | -15 | 1   |

- Resultados

| Fecha | Hora  | Partido       | Partido | Partido       | Resultado |
| ----- | ----- | ------------- | ------- | ------------- | --------- |
| 24.11 | 14:05 | China         | -       | Corea del Sur | 0-0       |
| 24.11 | 15:35 | Rusia         | -       | Alemania      | 0-4       |
| 24.11 | 18:05 | ' Argentina   | -       | Nueva Zelanda | 1-0       |
| 24.11 | 20:05 | Ucrania       | -       | Escocia       | 2-1       |
| 26.11 | 14:05 | Nueva Zelanda | -       | Rusia         | 3-1       |
| 26.11 | 16:05 | Escocia       | -       | China         | 0-3       |
| 26.11 | 18:05 | Alemania      | -       | Corea del Sur | 1-3       |
| 26.11 | 20:05 | Argentina     | -       | Ucrania       | 5-1       |
| 28.11 | 14:05 | Escocia       | -       | Nueva Zelanda | 0-0       |
| 28.11 | 16:05 | Corea del Sur | -       | Ucrania       | 0-0       |
| 28.11 | 18:05 | Alemania      | -       | Argentina     | 0-1       |
| 28.11 | 20:05 | Rusia         | -       | China         | 1-2       |
| 29.11 | 16:05 | Alemania      | -       | Escocia       | 3-0       |
| 29.11 | 18:05 | Nueva Zelanda | -       | Corea del Sur | 0-3       |
| 30.11 | 10:35 | Ucrania       | -       | Rusia         | 3-3       |
| 30.11 | 12:30 | China         | -       | Argentina     | 0-2       |
| 01.12 | 09:05 | Alemania      | -       | Nueva Zelanda | 3-1       |
| 01.12 | 14:05 | Argentina     | -       | Escocia       | 5-0       |
| 01.12 | 16:05 | Corea del Sur | -       | Rusia         | 5-0       |
| 01.12 | 18:05 | China         | -       | Ucrania       | 4-1       |
| 03.12 | 09:05 | Nueva Zelanda | -       | Ucrania       | 3-0       |
| 03.12 | 11:05 | Alemania      | -       | China         | 1-3       |
| 03.12 | 14:05 | Argentina     | -       | Corea del Sur | 2-1       |
| 03.12 | 16:05 | Escocia       | -       | Rusia         | 3-1       |
| 04.12 | 09:35 | Ucrania       | -       | Alemania      | 2-5       |
| 04.12 | 15:35 | Corea del Sur | -       | Escocia       | 6-2       |
| 04.12 | 16:05 | Rusia         | -       | Argentina     | 0-1       |
| 04.12 | 20:05 | China         | -       | Nueva Zelanda | 2-0       |

### Grupo B
| Equipo         | J | G | E | P | GF | GC | DG  | PTS |
| -------------- | - | - | - | - | -- | -- | --- | --- |
| Países Bajos   | 7 | 6 | 1 | 0 | 22 | 5  | +17 | 19  |
| Australia      | 7 | 5 | 1 | 1 | 17 | 6  | +11 | 16  |
| Inglaterra     | 7 | 3 | 2 | 2 | 12 | 9  | +3  | 11  |
| España         | 7 | 3 | 2 | 2 | 11 | 9  | +2  | 11  |
| Japón          | 7 | 2 | 4 | 1 | 7  | 7  | 0   | 10  |
| Estados Unidos | 7 | 2 | 0 | 5 | 9  | 17 | -8  | 6   |
| Sudáfrica      | 7 | 1 | 2 | 4 | 10 | 17 | -7  | 5   |
| Irlanda        | 7 | 0 | 0 | 7 | 4  | 22 | -18 | 0   |

- Resultados

| Fecha | Hora  | Partido        | Partido | Partido        | Resultado |
| ----- | ----- | -------------- | ------- | -------------- | --------- |
| 24.11 | 09:05 | Japón          | -       | España         | 1-1       |
| 24.11 | 09:35 | Inglaterra     | -       | Irlanda        | 3-1       |
| 24.11 | 11:05 | Australia      | -       | Estados Unidos | 4-0       |
| 24.11 | 16:05 | Países Bajos   | -       | Sudáfrica      | 3-0       |
| 25.11 | 14:05 | Japón          | -       | Países Bajos   | 0-2       |
| 25.11 | 16:05 | Sudáfrica      | -       | Inglaterra     | 2-2       |
| 25.11 | 18:05 | Estados Unidos | -       | Irlanda        | 2-1       |
| 25.11 | 20:05 | España         | -       | Australia      | 0-1       |
| 27.11 | 14:05 | España         | -       | Sudáfrica      | 3-1       |
| 27.11 | 16:05 | Estados Unidos | -       | Japón          | 1-2       |
| 27.11 | 18:05 | Australia      | -       | Irlanda        | 2-1       |
| 27.11 | 20:05 | Países Bajos   | -       | Inglaterra     | 2-1       |
| 29.11 | 09:05 | Sudáfrica      | -       | Japón          | 1-1       |
| 29.11 | 11:05 | España         | -       | Estados Unidos | 4-1       |
| 29.11 | 14:05 | Irlanda        | -       | Países Bajos   | 0-6       |
| 29.11 | 20:05 | Inglaterra     | -       | Australia      | 1-3       |
| 30.11 | 14:35 | Estados Unidos | -       | Sudáfrica      | 3-0       |
| 30.11 | 16:35 | Irlanda        | -       | España         | 1-2       |
| 30.11 | 18:35 | Japón          | -       | Inglaterra     | 1-1       |
| 01.12 | 11:05 | Australia      | -       | Países Bajos   | 1-3       |
| 02.12 | 14:05 | Estados Unidos | -       | Inglaterra     | 0-1       |
| 02.12 | 16:05 | Japón          | -       | Irlanda        | 1-0       |
| 02.12 | 18:05 | España         | -       | Países Bajos   | 1-1       |
| 02.12 | 20:05 | Australia      | -       | Sudáfrica      | 5-0       |
| 04.12 | 09:05 | Países Bajos   | -       | Estados Unidos | 5-2       |
| 04.12 | 11:05 | Inglaterra     | -       | España         | 3-0       |
| 04.12 | 14:05 | Irlanda        | -       | Sudáfrica      | 0-6       |
| 04.12 | 18:05 | Australia      | -       | Japón          | 1-1       |

## Fase final
- Todos los partidos en la hora local de Perth (UTC+8).

|  | Semifinales    | Semifinales    |   |           | Final          | Final          |  |
|  | 6 de diciembre | 6 de diciembre |   |           | 8 de diciembre | 8 de diciembre |  |
|  |                |                |   |           |                |                |  |
|  |                |                |   |           |                |                |  |
|  | Argentina      | 1              |   |           |                |                |  |
|  | Australia      | 0              |   |           |                |                |  |
|  |                |                |   |           |                |                |  |
|  |                |                |   |           |                |                |  |
|  |                |                |   |           | Argentina      | 4 P            |  |
|  |                | Países Bajos   | 3 |           |                |                |  |
|  |                |                |   |           |                |                |  |
|  |                |                |   |           |                |                |  |
|  |                |                |   |           | Tercer lugar   |                |  |
|  |                |                |   |           |                |                |  |
|  | Países Bajos   | 1              |   | Australia | 0              |                |  |
|  | China          | 0              |   |           | China          | 2              |  |

### Partidos de clasificación
Puestos 13.º a 16.º
| Fecha | Hora  | Partido   | Partido | Partido | Resultado |
| ----- | ----- | --------- | ------- | ------- | --------- |
| 06.12 | 09:05 | Sudáfrica | -       | Rusia   | 4-1       |
| 06.12 | 09:35 | Ucrania   | -       | Irlanda | 4-3       |

Puestos 9.º a 12.º
| Fecha | Hora  | Partido       | Partido | Partido        | Resultado |
| ----- | ----- | ------------- | ------- | -------------- | --------- |
| 06.12 | 12:05 | Japón         | -       | Escocia        | 3-0       |
| 06.12 | 12:35 | Nueva Zelanda | -       | Estados Unidos | 0-1       |

Puestos 5.º a 8.º
| Fecha | Hora  | Partido       | Partido | Partido  | Resultado |
| ----- | ----- | ------------- | ------- | -------- | --------- |
| 06.12 | 15:05 | Inglaterra    | -       | Alemania | 7-2       |
| 06.12 | 15:35 | Corea del Sur | -       | España   | 2-0       |

15º lugar
| Fecha | Hora  | Partido | Partido | Partido | Resultado |
| ----- | ----- | ------- | ------- | ------- | --------- |
| 07.12 | 09:05 | Rusia   | -       | Irlanda | 0-1       |

13.er lugar
| Fecha | Hora  | Partido   | Partido | Partido | Resultado |
| ----- | ----- | --------- | ------- | ------- | --------- |
| 07.12 | 09:35 | Sudáfrica | -       | Ucrania | 3-1       |

Undécimo lugar
| Fecha | Hora  | Partido | Partido | Partido       | Resultado |
| ----- | ----- | ------- | ------- | ------------- | --------- |
| 07.12 | 12:05 | Escocia | -       | Nueva Zelanda | 0-3       |

Noveno lugar
| Fecha | Hora  | Partido | Partido | Partido        | Resultado   |
| ----- | ----- | ------- | ------- | -------------- | ----------- |
| 07.12 | 14:35 | Japón   | -       | Estados Unidos | 0-0 (2-4) P |

Séptimo lugar
| Fecha | Hora  | Partido  | Partido | Partido | Resultado |
| ----- | ----- | -------- | ------- | ------- | --------- |
| 07.12 | 17:05 | Alemania | -       | España  | 6-1       |

Quinto lugar
| Fecha | Hora  | Partido    | Partido | Partido       | Resultado   |
| ----- | ----- | ---------- | ------- | ------------- | ----------- |
| 07.12 | 19:35 | Inglaterra | -       | Corea del Sur | 3-3 (4-3) P |

### Semifinales
| Fecha | Hora  | Partido      | Partido | Partido   | Resultado |
| ----- | ----- | ------------ | ------- | --------- | --------- |
| 06.12 | 18:05 | Argentina    | -       | Australia | 1-0       |
| 06.12 | 20:35 | Países Bajos | -       | China     | 1-0       |

### Tercer lugar
| Fecha | Hora  | Partido   | Partido | Partido | Resultado |
| ----- | ----- | --------- | ------- | ------- | --------- |
| 08.12 | 10:05 | Australia | -       | China   | 0-2       |

### Final
| Fecha | Hora  | Partido   | Partido | Partido      | Resultado   |
| ----- | ----- | --------- | ------- | ------------ | ----------- |
| 08.12 | 12:15 | Argentina | -       | Países Bajos | 1-1 (4-3) P |

## Clasificación general
| 1. Argentina      |
| 2. Países Bajos   |
| 3. China          |
| 4. Australia      |
| 5. Inglaterra     |
| 6. Corea del Sur  |
| 7. Alemania       |
| 8. España         |
| 9. Estados Unidos |
| 10. Japón         |
| 11. Nueva Zelanda |
| 12. Escocia       |
| 13. Sudáfrica     |
| 14. Ucrania       |
| 15. Irlanda       |
| 16. Rusia         |

### Máximas Goleadoras
9 goles
- Sudáfrica Pietie Coetzee

8 goles
- Argentina Soledad García

7 goles
- Ucrania Natalya Vasyukova

6 goles
- Alemania Nadine Ernsting Krienke

5 goles
- Australia Katrina Powell
- Inglaterra Helen Grant
- Inglaterra Jane Smith
- Alemania Denise Klecker
- Irlanda Arlene Boyles
- Países Bajos Ageeth Boomgaardt
- Países Bajos Mijntje Donners
- Corea del Sur Kim Eun-Jin
- Corea del Sur Kim Seong-Eun
- Corea del Sur Lee Seon-Ok